# متئوس پریرا (بازیکن فوتبال، زاده ۱۹۹۸)
متئوس پریرا داسیلوا (به انگلیسی: Matheus Pereira da Silva؛ زادهٔ ۲۵ فوریهٔ ۱۹۹۸) بازیکن فوتبال اهل برزیل است که در پست هافبک هجومی برای باشگاه ایبار در سگوندا دیویسیون بازی می‌کند.
از باشگاه‌هایی که در آن بازی کرده‌است می‌توان به کورینتیانس، امپولی، دیژون، یوونتوس و بارسلونا بی اشاره کرد. وی همچنین در تیم ملی فوتبال زیر ۱۷ سال برزیل بازی کرده‌است.